# ليونيل دومون
ليونيل دومون (بالفرنسية: Lionel Dumont)‏ جندي فرنسي سابق يقضي حاليًا عقوبة بالسجن لمدة 25 عامًا. اعتنق الإسلام بعد أن خدم مع قوات حفظ السلام في الصومال. وقد اتُهم لاحقًا بالمشاركة في عصابة روبيه ‏ ولد في 29 يناير 1971 في روبيه في فرنسا. حاول دون جدوى تفجير سيارة مفخخة خلال اجتماع مجموعة السبع ‏ في ليل في مارس 1996.

## السيرة
نشأ دومون في عائلة مسيحية تقليدية، والتحق بمدرسة الصحافة على أمل أن يصبح مراسلا. ترك دروس التاريخ في عام 1992، وانضم إلى الجيش الفرنسي. تطوع في بعثة لحفظ السلام في الصومال، لكنه وجد نفسه غير قادر على التكيف مع الحياة المدنية عندما عاد. التفت إلى الإسلام، وحمل كنية أبو حمزة، وانضم في الحرب البوسنية إلى جانب المجاهدين البوسنيين الذين يقاتلون من أجل الألوية الإسلامية ضد المعتدين الصرب والكرواتيين.

## الجرائم
حكم على دومون بالسجن لمدة 20 عاما في التسعينيات بتهمة قتل ضابط شرطة بوسني. هرب من سجن سراييفو حيث سجن وهرب إلى اليابان، حيث عاش بهدوء لعدد من السنوات، باستخدام جواز سفر مزيف لدخول البلاد ومغادرتها. ألقي القبض عليه في ألمانيا عندما اعترضت الشرطة طردًا مرسلاً إلى صديقته، وعثروا على جوازات سفر مزورة وفي إحداها صورته. سُلّم دومون إلى فرنسا، حيث أدين غيابيا لدوره في عدد من عمليات السطو والجرائم العنيفة وحكم عليه بالسجن لمدة 25 عاما عند الاستئناف.